# 溫特島

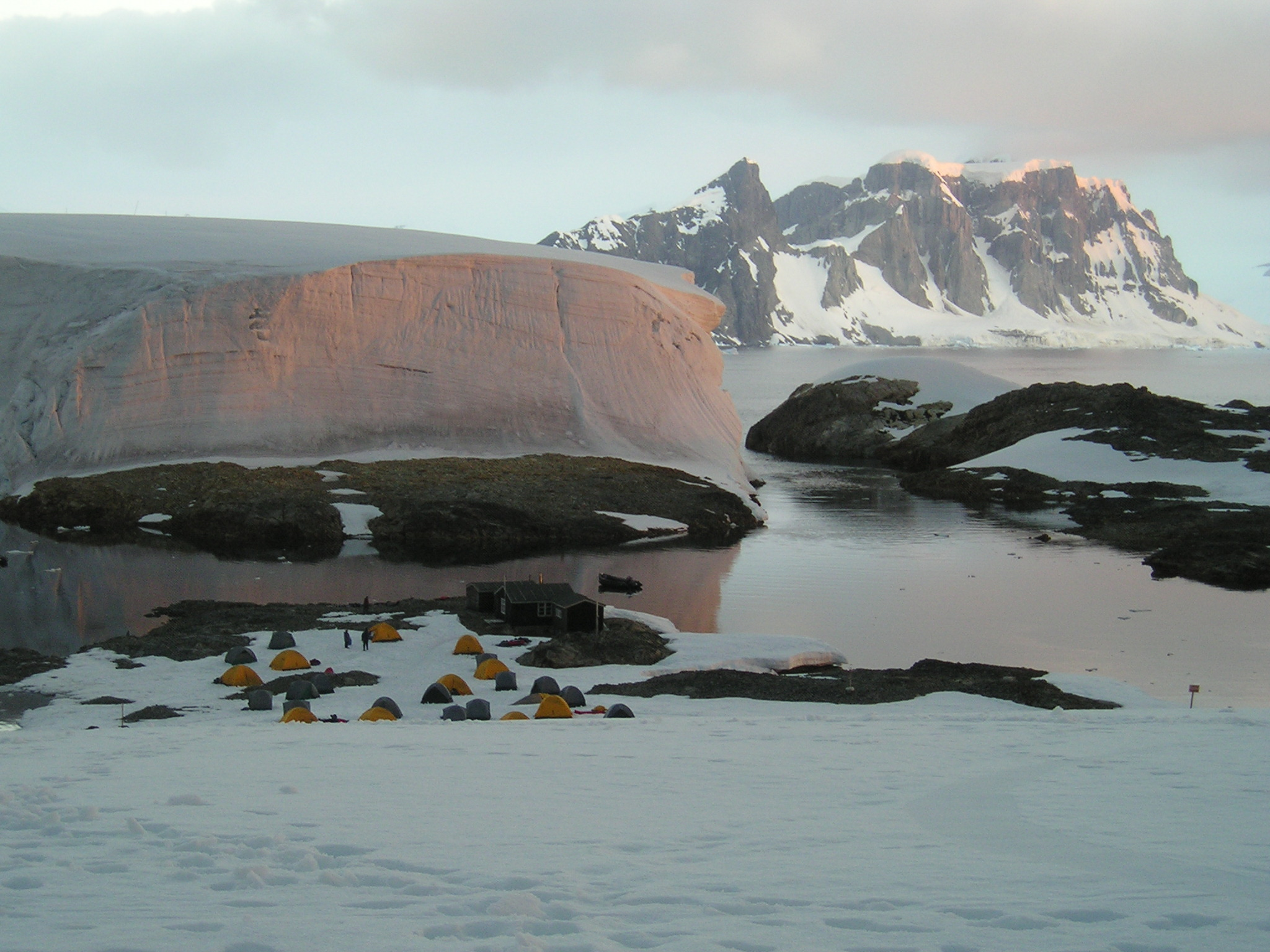

溫特島（英語：Winter Island）是南極洲的島嶼，長0.9公里，屬於威廉群島中阿根廷群島的一部分，處於斯庫亞島以北0.2公里，英國設於島上的測量基地在1954年遷至加林德斯島。
65°15′S 64°16′W / 65.250°S 64.267°W